# Trichostomum apiculatum
Trichostomum apiculatum là một loài Rêu trong họ Pottiaceae. Loài này được (Müll. Hal. ex Renauld) Müll. Hal. miêu tả khoa học đầu tiên năm 1900.